# Естерокер (комуна)
Комуна Естерокер (швед. Österåkers kommun) — адміністративно-територіальна одиниця місцевого самоврядування, що розташована в лені Стокгольм у центральній Швеції.
Естерокер 233-я за величиною території комуна Швеції. Адміністративний центр комуни — місто Окерсберга.

## Населення
Населення становить 40 269 чоловік (станом на січень 2013 року). 
| Кількість населення комуни Естерокер за 1970-2010 роки | Кількість населення комуни Естерокер за 1970-2010 роки | Кількість населення комуни Естерокер за 1970-2010 роки | Кількість населення комуни Естерокер за 1970-2010 роки | Кількість населення комуни Естерокер за 1970-2010 роки |
| ------------------------------------------------------ | ------------------------------------------------------ | ------------------------------------------------------ | ------------------------------------------------------ | ------------------------------------------------------ |
| Рік                                                    |                                                        |                                                        | Населення                                              |                                                        |
| 1970                                                   | 1970                                                   |                                                        | 15 527                                                 | 15 527                                                 |
| 1975                                                   | 1975                                                   |                                                        | 22 664                                                 | 22 664                                                 |
| 1980                                                   | 1980                                                   |                                                        | 25 631                                                 | 25 631                                                 |
| 1985                                                   | 1985                                                   |                                                        | 26 324                                                 | 26 324                                                 |
| 1990                                                   | 1990                                                   |                                                        | 30 230                                                 | 30 230                                                 |
| 1995                                                   | 1995                                                   |                                                        | 32 140                                                 | 32 140                                                 |
| 2000                                                   | 2000                                                   |                                                        | 34 427                                                 | 34 427                                                 |
| 2005                                                   | 2005                                                   |                                                        | 37 336                                                 | 37 336                                                 |
| 2010                                                   | 2010                                                   |                                                        | 39 521                                                 | 39 521                                                 |
| Джерело: SCB                                           |                                                        |                                                        |                                                        |                                                        |

## Населені пункти
Комуні підпорядковано 10 міських поселень (tätort) та низка сільських, більші з яких:
- Окерсберга (Åkersberga)
- Шерґордсстад (Skärgårdsstad)
- Свіннінґе (Svinninge)
- Ридбу (Rydbo)
- Сульберґа (Solberga)
- Тельє (Täljö)
- Гаґбюгейден (Hagbyhöjden)
- Става (Stava)

## Галерея

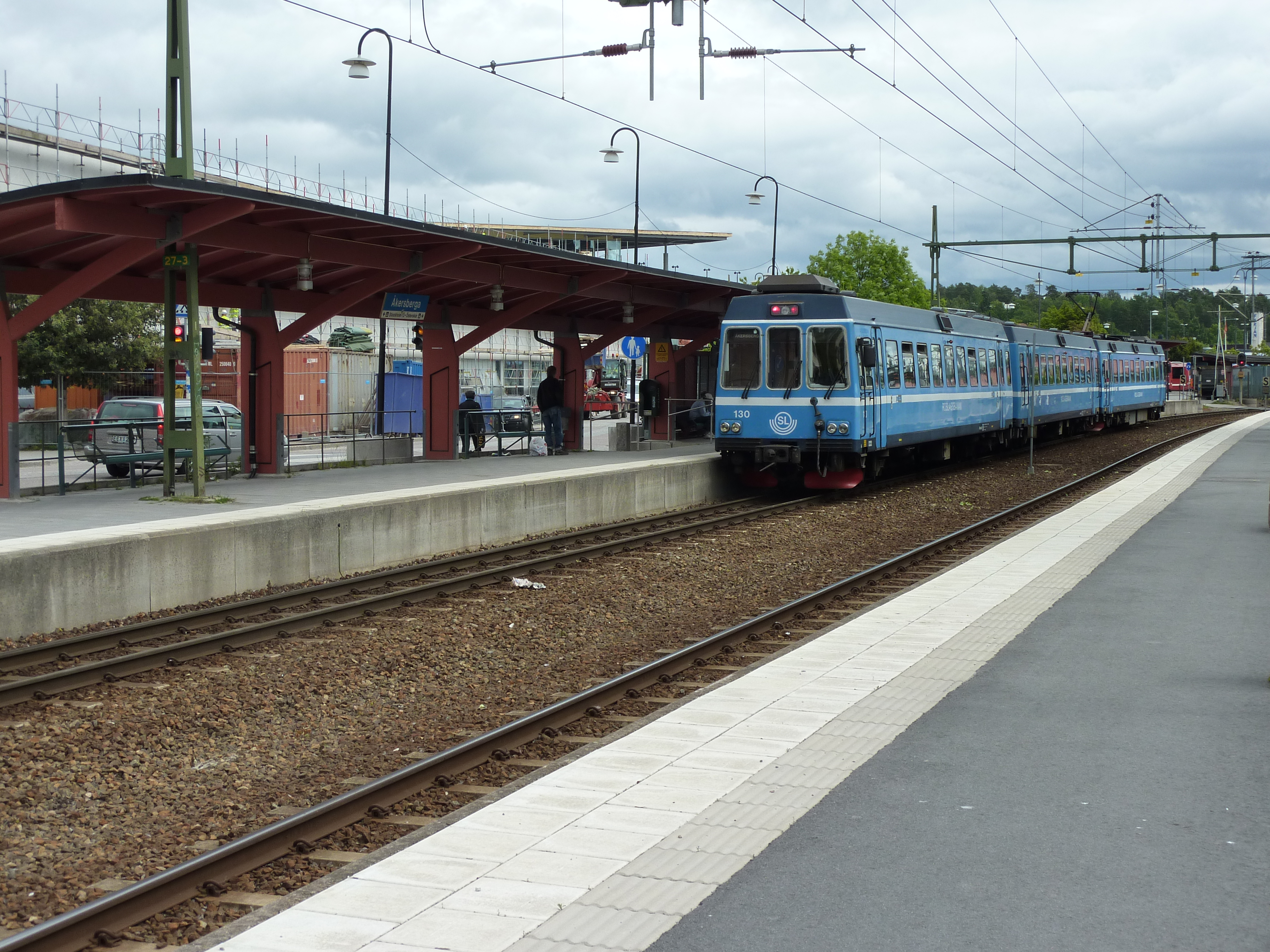
Станція Окерсберґа
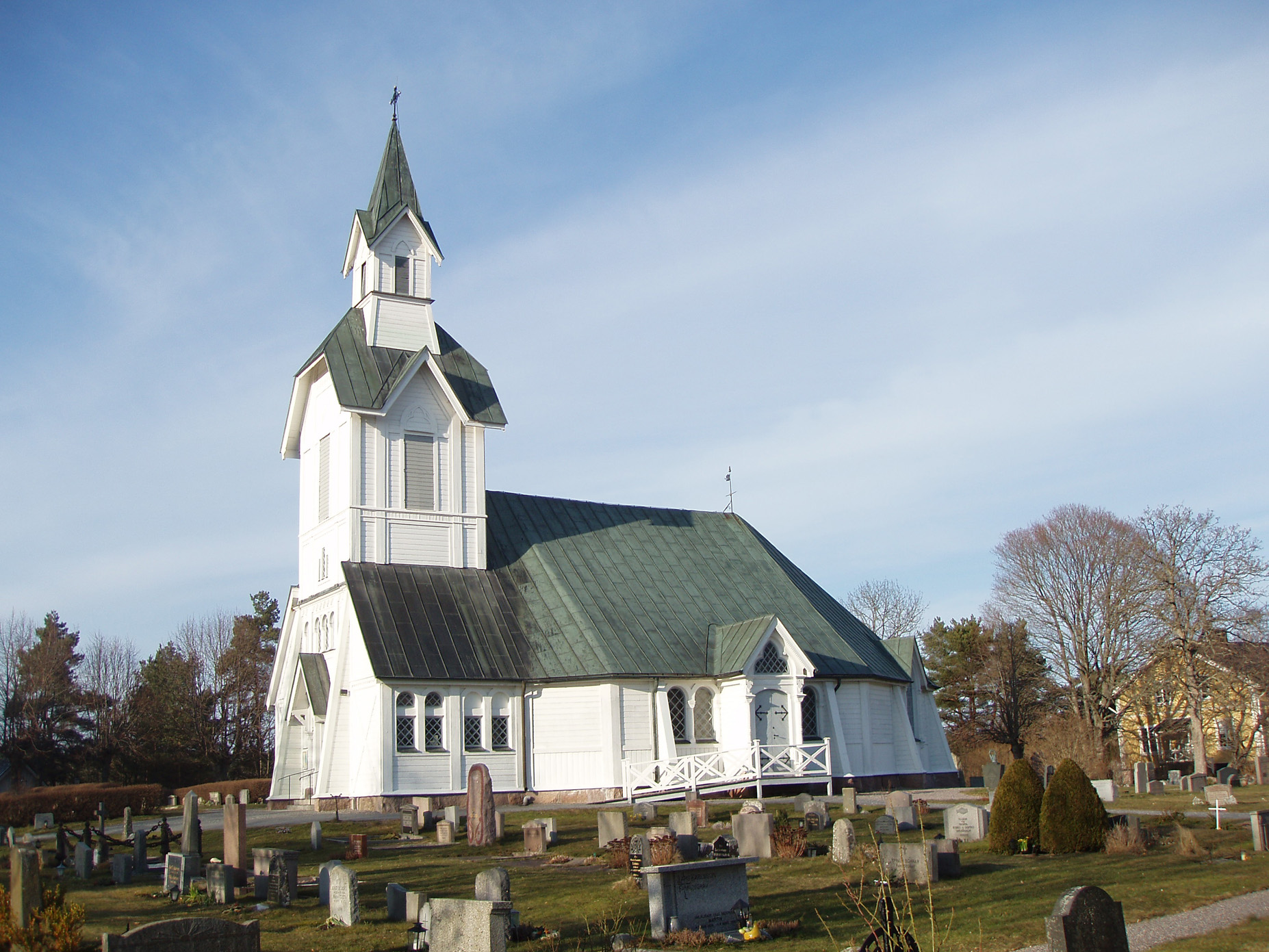
Церква (Юстере)
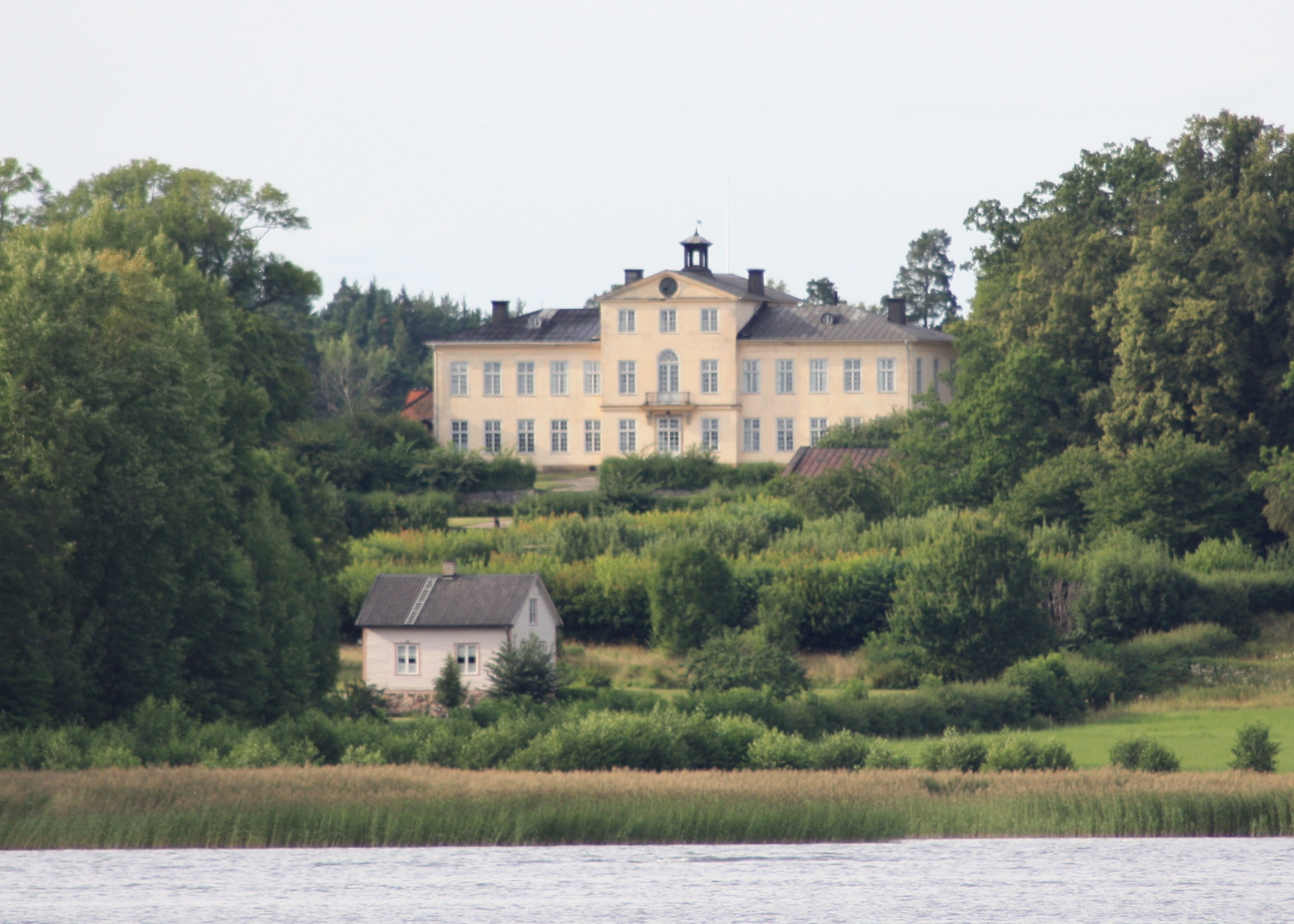
Замок Естано
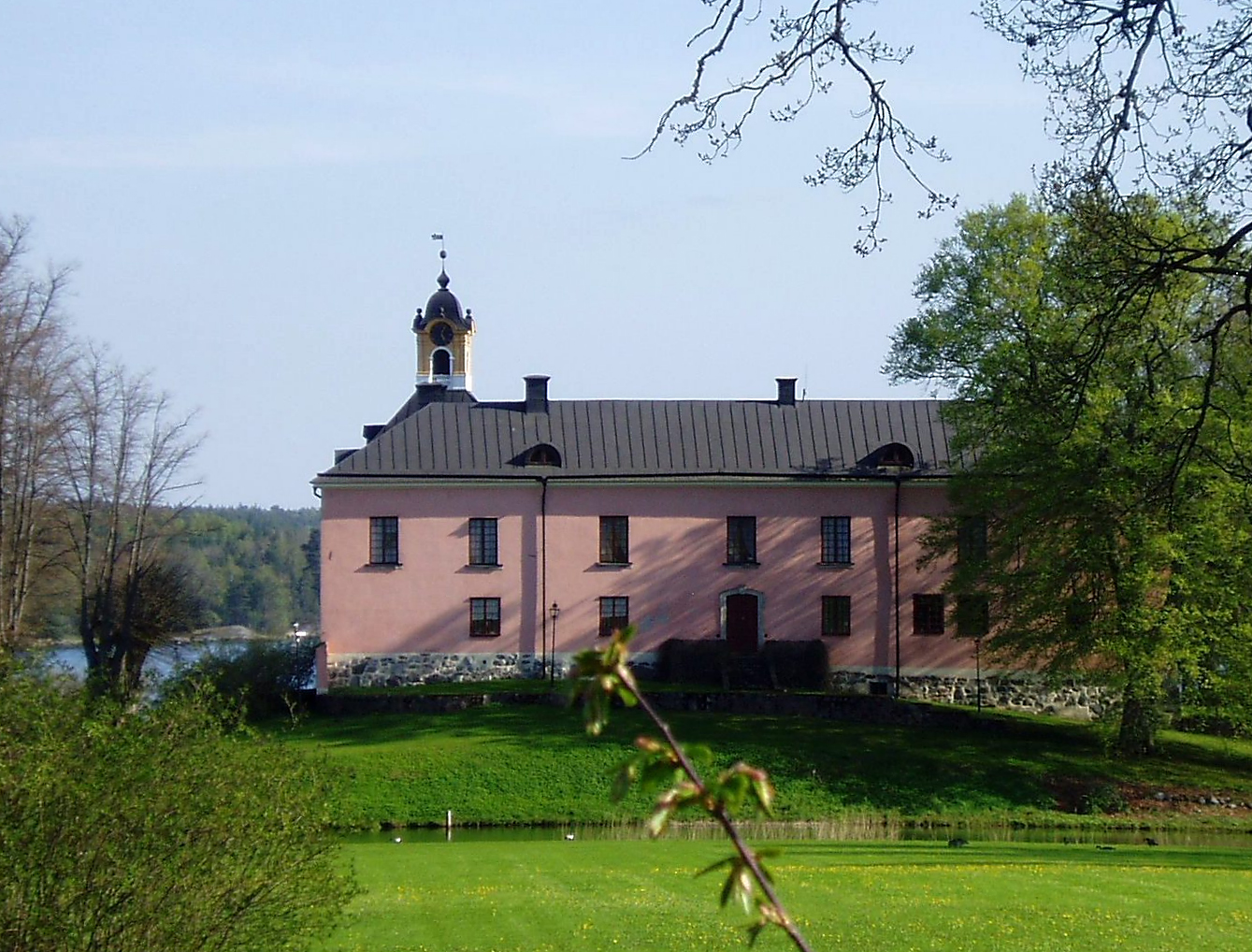
Замок Ридбугольм

## Виноски
1. ↑  Andersson P. Sveriges kommunindelning 1863-1993 — Mjölby: Draking, 1993. — 132 с. — ISBN 978-91-87784-05-7
2. ↑  http://www.osteraker.se/politikpaverkan/sastyrskommunen/kommunstyrelsen.4.71fcf4251429dfd2f5cc31.html
3. ↑  Folkmangd i riket, lan och kommuner (шв.) . Центральне бюро статистики Швеції. Архів оригіналу за 20 серпня 2013. Процитовано 1 березня 2013.